# あなたがいれば (漫画)
『あなたがいれば』は、吉村明美による日本の漫画作品。『プチコミック』（小学館）にて2002年9月号から2005年8月号まで連載された。単行本は全8巻、文庫本は全4巻。

## あらすじ
容姿端麗でナイスバディの女子大生、月形とり子は、わがままで面食いな性格が災いしてか、今まで恋をしたことがない。ある日、合コンの帰りに交通事故に遭って死んでしまったとり子の前に、月からの使者と名乗る三船という男が現れる。とり子はかぐや姫の生まれ変わりで、与えられた試練「最愛の男を見つけること」をクリアすれば生き返られると告げた。見つけられなければ、永遠に人食いばばあとして死ぬこともできなくなると言う。仕方なく生き返る道を選ぶとり子だが、最愛の人探しは前途多難だった。

## 登場人物

### 主人公
月形 とり子（つきがた とりこ）
容姿端麗でナイスバディの20歳の大学生。超面食いで、キムタクのポスターを見てゲロを吐くほどだとか。8代目のかぐや姫の生まれ変わり。自宅の裏の竹やぶに捨てられていたところを、現在の両親に拾われた。
三船 歳郎惟高浮麻呂（みふね としろうこれたかうきまろ）
およそ1200歳。元は人間だったが、かぐや姫が置いていった不老不死の妙薬の毒見役をそうとは知らずにさせられ、不老不死の身となる。月読命に、かぐや姫の生まれ変わりのお守を命じられる。とり子の口車に乗り(？)、肉体関係を持ってしまい、以後とり子のことを好きになってしまう。

### その他
石垣 広次（いしがき こうじ）
石作皇子の生まれ変わり。21歳。四国の山寺の跡取り息子。太っていることを気にしている。
倉橋 保（くらはし たもつ）
車持皇子の生まれ変わり。26歳。親が宝石商で、自身も店舗を任されている。わがままで自分勝手な婚約者に悩まされている。
安倍野 晴臣（あべの　はるおみ）
安倍右大臣の生まれ変わり。抜群の演技力で天才子役として名を馳せ、若手俳優としても人気を誇っていたが、痴漢事件の濡れ衣を着せられ急速に人気がなくなっていった。家族に金づるとしか見られていない。安倍晴明を先祖に持ち、霊感が強い。
大友 龍一郎（おおとも りゅういちろう）
大伴大納言の生まれ変わり。25歳。高校の体育教師。実家は剣術道場。9歳年下の妹を殺害された過去を持つ。
磯上 中也（いそかみ ちゅうや）
石上中納言の生まれ変わり。19歳。女装して会員制高級クラブでホステスをしている。ゲイ。父親が欄間職人で、自身も木彫りの才能がある。
門脇 道安（かどわき みちやす）
帝（御門）の生まれ変わり。27歳。旧家の御曹司。郷土史研究が趣味。三船にそっくり。
月読
弥照

## 書籍情報
- 1. 2003年3月20日発行 ISBN 4091368492
  2. 2003年8月20日発行 ISBN 4091368506
  3. 2004年1月20日発行 ISBN 409136859X
  4. 2004年6月20日発行 ISBN 4091368603
  5. 2004年10月20日発行 ISBN 4091336655
  6. 2005年2月20日発行 ISBN 4091336663
  7. 2005年6月20日発行 ISBN 4091336671
  8. 2005年10月20日発行 ISBN 409133668X